# Matthias Haufer
Matthias Haufer (* 12. Juni 1980 in Aßlar) ist ein deutscher Basketballfunktionär.

## Leben
Haufer gehörte während seines Lehramtsstudiums an der Justus-Liebig-Universität Gießen, welches er 2006 beendete, als Talentspäher und Spielerbeobachter unter Cheftrainer Stefan Koch zum Stab des Bundesligisten Gießen 46ers. Zudem verlegte er das Hallenmagazin der mittelhessischen Mannschaft. Überlegungen, auf dem Gebiet Spielersichtung im Fußballbereich tätig zu werden, verwarf er. Ab Sommer 2007 war er als Sportlicher Leiter beim Zweitligaverein Cuxhaven BasCats tätig und lotste Spieler wie Mark Dorris und Roderick Trice nach Niedersachsen, die anschließend den Sprung in die höchste deutsche Spielklasse schafften. Im Herbst 2008 machte sich Haufer, der über die gemeinsam vom Deutschen Basketball-Bund und der Basketball-Bundesliga ausgestellte Agentenlizenz sowie jene des Weltverbandes FIBA verfügte, mit dem Spielervermittlungsunternehmen Profibasketball.de selbständig. Nach seinem Weggang aus Cuxhaven arbeitete er für unterschiedliche Spielervermittler, ehe er im Sommer 2016 beim BBC Coburg (damals in der 1. Regionalliga Südost) eine Stelle als Sportlicher Leiter und Pressesprecher antrat, welche er bis April 2019 ausübte.
Im April 2019 gab der Bundesligist Medi Bayreuth Haufers Verpflichtung als Sportlicher Leiter ab dem 1. Juli desselben Jahres bekannt, nachdem er bereits zuvor seit 2014 neben seinen weiteren Tätigkeiten Trainer Raoul Korner in Sachen Spielersichtung unterstützt hatte. Zum 7. November 2019 wurde die Zusammenarbeit beendet, da Haufer einer Mitteilung des Vereins zufolge „dem gemeinsamen Anspruch an die Funktion und Rolle des sportlichen Leiters nicht gerecht“ worden sei und er „im Interesse der Organisation daraus seine Konsequenzen“ gezogen habe. Zum Zeitpunkt der Trennung belegte die Bayreuther Mannschaft den vorletzten Bundesliga-Tabellenplatz. Im Jahr 2021 war Haufer als Spielersichter wieder für Medi Bayreuth tätig.
Im Januar 2020 begann er als Redakteur bei der in Würzburg ansässigen Fußballzeitschrift Elfen. Er wurde wieder im Basketballsport tätig, gründete ein Unternehmen für Spielersichtung. Ende April 2023 wurde Haufer als Sportdirektor des slowakischen Erstligisten BC Prievidza vorgestellt.